# 夏朗德河畔圣康坦
夏朗德河畔圣康坦（法語：Saint-Quentin-sur-Charente，法語發音：[sɛ̃ kɑ̃tɛ̃ syʁ ʃaʁɑ̃t]）是法国夏朗德省的一个市镇，属于孔福朗区。

## 地理
夏朗德河畔圣康坦（45°50'17"N, 0°40'13"E）面积14.39 平方千米，位于法国新阿基坦大区夏朗德省，该省份为法国西部内陆省份，北起德塞夫勒省和维埃纳省，东临上维埃纳省，东南至多尔多涅省，南至多爾多涅省，西接滨海夏朗德省。
与夏朗德河畔圣康坦接壤的市镇（或旧市镇、城区）包括：沙巴奈、维埃纳河畔埃克西德伊、莱西尼亚克迪朗、普雷西尼亚克、上夏朗德土地镇。

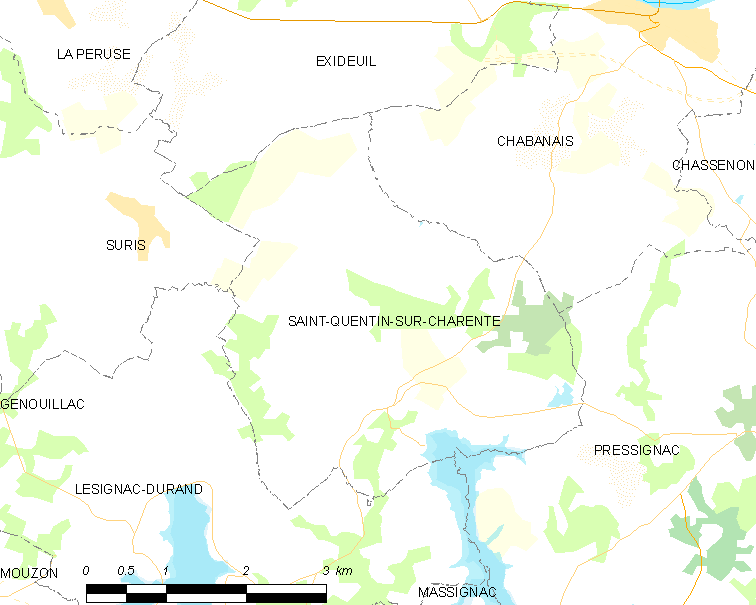
夏朗德河畔圣康坦的OSM定位图

夏朗德河畔圣康坦的时区为UTC+01:00、UTC+02:00（夏令时）。

## 行政
夏朗德河畔圣康坦的邮政编码为16150，INSEE市镇编码为16345。

## 政治
夏朗德河畔圣康坦所属的省级选区为夏朗德-维埃纳县。

## 人口

1962-2008年间夏朗德河畔圣康坦人口变化图示

夏朗德河畔圣康坦于2022年1月1日时的人口数量为202人。